# Alessandro Blasetti
Alessandro Blasetti (Roma, 3 de julho de 1900 — Roma, 1 de fevereiro de 1987) foi um cineasta italiano, que colaborou longamente com Mario Camerini.

## Carreira
Blasseti é considerado um dos autores mais interessantes do cinema fascista, do qual foi um dos apologistas. Seu filme de estreia - Sole - é uma exaltação épica dos benefícios do regime implantado por Benito Mussolini; Vecchia guardia de 1934 é uma apologia da Marcha sobre Roma.
Em seus primeiros anos dirigiu Ettore Petrolini em Nerone. Sua melhor obra é desse mesmo período: 1860, que retrata a Expedição dos Mil, episódio da História da Itália vivido por Giuseppe Garibaldi, em que abusa do excesso retórico.
Seus outros filmes são de discreta habilidade, com algum êxito nas representações históricas (Ettore Fieramosca, La corona di ferro, La cena delle beffe). Atribui-se também a Blasetti o mérito de haver sabido representar perfeitamente o pequeno burguês provinciano e machista do fascismo, em La tavola dei poveri (1932) e Quattro passi fra le nuvole (1942).
De 1949 é a película Fabiola, transposição cinematográfica do livro Fabiola ou A Igreja das Catacumbas, de Nicholas Wiseman.
Depois de anos afastado dos estúdios cinematográficos, Blasetti roda, em 1952,  Altri tempi e Tempi nostri; dois anos mais tarde descobre Sofia Loren, lançando-a como estrela de Peccato che sia una canaglia e La fortuna di essere donna.
Com Europa di notte (1959) Blasetti dá vida a um filão de reportagens sexy que, em seguida, tornaram-se bastante populares.
Interpretou a si mesmo em Bellissima de Luchino Visconti (1951) e em Una vita difficile de Dino Risi (1961).
Faleceu em Roma, aos 86 anos de idade, vítima de ataque cardíaco.

## Filmografia parcial
- 1929: Sole
- 1930: Nerone
- 1930: Resurrectio
- 1931: Terra madre
- 1932: La tavola dei poveri
- 1932: Palio!
- 1933: Il caso Haller
- 1934: 1860
- 1934: Vecchia Guardia
- 1935: Aldebaran
- 1937: Contessa di Parma
- 1938: Ettore Fieramosca  (pt: O Cavaleiro de Ferro)
- 1939: Retroscena
- 1940: Un'avventura di Salvator Rosa
- 1941: La corona di ferro  (pt: A coroa de ferro)
- 1941: La cena delle beffe
- 1942: Quattro passi fra le nuvole (pt: Dois dias fora da vida)
- 1945: Nessuno torna indietro
- 1946: Un giorno nella vita  (pt: Um dia na vida)
- 1949: Fabiola  (pt: Fabíola)
- 1950: Prima comunione  (pt: Manhã de Páscoa)
- 1952: Altri tempi: zibaldone numero 1 (pt: Outros tempos)
- 1952: La fiammata  (pt: A chama da vida)
- 1954: Peccato che sia una canaglia  (pt: Que pena seres vigarista)
- 1954: Altri tempi: zibaldone numero 2 (pt: Os nossos tempos)
- 1956: La fortuna di essere donna  (pt: A sorte de ser mulher)
- 1958: Amore e chiacchiere  (pt: Amor e conversa)
- 1959: Europa di notte  (pt: Europa de noite)
- 1960: Io amo, tu ami
- 1963: Liolà  (pt: Liola - Sete filhos de mães bonitas)
- 1966: La ragazza del bersagliere
- 1966: Io, io, io… e gli altri  (pt: Eu, eu, eu... e os outros)
- 1969: Simón Bolívar  (pt: Bolivar, o libertador)